# Paul Dombrecht
Paul Dombrecht (Oostende, 1948) is een Vlaams hoboïst en dirigent. Hij is de zoon van Stefaan Dombrecht, een bekende organist, muziekleraar, koordirigent en componist.
Paul Dombrecht is in Vlaanderen een begrip voor elke aankomende hoboïst. Naast docent en virtuoos op de moderne hobo heeft hij vooral bekendheid verworven als pionier van de authentieke uitvoeringspraktijk. Opvallend daarbij is zijn interesse voor vergeten, onbekende of minder gespeelde partituren. Paul Dombrecht was van 1989 tot 2015 dirigent en artistiek leider van het door hem opgerichte barokorkest en koor Il Fondamento, van het blazersensemble Octophoros en van het Paul Dombrecht Consort. 
Paul Dombrecht was docent aan het Koninklijk Conservatorium te Brussel en wordt regelmatig uitgenodigd voor meestercursussen in onder meer Spanje, Italië, Turkije, Duitsland, Griekenland en Israël. Bekende leerlingen van Paul Dombrecht zijn Marcel Ponseele, Piet Van Bockstal, Vinciane Baudhuin, Yf Bourry, Stefaan Verdegem, Lot Demeyer, Katarzyna Sokołowska en Dymphna Vandenabeele.
In de seizoenen 2003/4 en 2004/5 trok hij met de musici Wieland Kuijken en Robert Kohnen langs de Vlaamse concertzalen met een voorstelling waarin stukken van Georg Philipp Telemann werden uitgevoerd. 
- Bibsys: 8002487
- Bibliothèque nationale de France: cb13893340m (data)
- Gemeinsame Normdatei: 134567390
- International Standard Name Identifier: 0000 0001 0956 8880
- Library of Congress Control Number: n80057821
- MusicBrainz: 9ff932eb-e8a7-44f1-aa71-36bcce1bde7e
- Nationale Bibliotheek van Israël: 987007350317005171
- Système universitaire de documentation: 080715583
- Virtual International Authority File: 17407220
- WorldCat: E39PBJhxrc9t8WyCGCfT9TTT73